# Милутин Жупањевац
Милутин Жупањевац (Пожаревац, 27. јануар 1885 — 23. јун 1953) био је српски официр и југословенски коњички бригадни генерал Југословенске војске. Учесник Балканских ратова, Првог светског рата и Априлског рата.

## Биографија
Родио се 27. јануар 1885. године у Пожаревцу. Завршио је XXXXVI класу Ниже школе Војне академије у Београду 1906. године као 193 у рангу. Био је учесник Балканских ратова и Првог светског рата. Као потпуковник је био командант Петог коњичког пука „Краљица Марија” у Смедеревској Паланци.
Учествовао је у Мартовском пучу 1941. године. У. Априлском рату је командовао Банатским одредом.
Преминуо је 23. јуна 1953. године.
Одликован је Орденом Белог орла и Медаљом за храброст.

## Одликовања
- Орден Белог орла са мачевима V степена
- Медаља за храброст
- Ратни крст 1914—1918